# Омар Сулейман
Омар Сулейман (на арабски: عمر سليمان) е египетски политик и офицер (генерал). Той е вицепрезидент на Египет от 29 януари до 11 февруари 2011 г., преди това е началник на египетското военно и гражданско разузнаване (Мухабарат) с ранг на министър без портфейл.

## Биография
Сулейман е роден на 2 юли 1936 г. в град Кена, Горен Египет. През 1954 г., 19-годишен, се записва във Военната академия в Кайро. Част от образованието си получава в Москва. Завършва образованието си със степените бакалавър и магистър.
Между 1962 и 1973 участва на различни постове във всички войни на Египет с Израел. През 1991 г. става началник на египетското военно, а през 1993 г. – на гражданското разузнаване. По време на Втората интифада Сулейман е сред основните посредници между Израел и палестинската „Хамас“. 
Сулейман е считан за потенциален наследник на египетския президент Хосни Мубарак. На 29 януари 2011 г. под натиска на няколкодневни протести Мубарак назначава Сулейман за вицепрезидентТой е първият вицепрезидент, откакто Мубарак управлява страната от 1981 г..
Сулейман получава своето образование не само в реномираната египетска военна академия, но и в Съветския съюз. Под негово ръководство египетското разузнаване (Мухабарат) работи тясно с антитерористичните програми на ЦРУ, като разпитва и измъчва заподозрени терористи.
През 2009 г. списание Форин Полиси определя Сулейман като най-влиятелния директор на разузнаване в Близкия изток, по-влиятелен дори от директора на „Мосад“ Меир Даган.
След скандала от публикуваните през 2011 г. от УикиЛийкс дипломатически депеши става публично, че Сулейман е обещал на Израел през 2005 г. да попречи на провеждането на демократични избори в Ивицата Газа.